# Eremochloa muricata
Eremochloa muricata là một loài thực vật có hoa trong họ Hòa thảo. Loài này được (Retz.) Hack. mô tả khoa học đầu tiên năm 1889.